# Helina attenuata
Helina attenuata är en tvåvingeart som beskrevs av Paterson 1956. Helina attenuata ingår i släktet Helina och familjen husflugor.
Artens utbredningsområde är Tanzania. Inga underarter finns listade i Catalogue of Life.